# Фокс, Генри, 1-й барон Холланд
Генри Фокс, 1-й барон Холланд (28 сентября 1705, Кенсингтон, Мидлсекс — 1 июля 1774, Холланд-хаус, Большой Лондон) — английский политический деятель.
Воспитывался в Итоне, где познакомился с Питтом Старшим и Филдингом. Способный, но легкомысленный, Фокс ещё в молодости растратил значительную часть своего состояния. В парламент был избран в 1735 году. Заседал в Палате общин Великобритании от Хиндона (1735—1741), Виндзора (1741—1761) и Данвича (1761—1763).
Здесь он сблизился с Уолполом, который назначил его министром публичных работ. Вторично избранный в парламент в 1741 году, Фокс получил в кабинете Пелэма пост лорда казначейства; в 1746 году назначен министром по военным делам. В 1751 году он с чрезвычайной энергией боролся против Regency bill, выступив противником Питта; столь же сильную оппозицию он оказал и Marriage bill 1753 года. Скоро он помирился с Питтом и вступил с ним в соглашение против министерства лорда Ньюкасла. Последний привлек на свою сторону Фокса, который, порвав с Питтом, сделался лидером палаты общин и вслед за тем вошёл в состав министерства (1755). В 1756 году Фокс вышел в отставку и получил предложение образовать кабинет вместе с Питтом; когда же последний отклонил эту комбинацию, Фокс удовольствовался должностью казначея вооруженных сил, не входящей в состав кабинета, но чрезвычайно выгодной.
В 1762 году Фокс вновь стал лидером нижней палаты. Вступив затем в кабинет Бьюта, он обязался перед королем добиться от парламента согласия на заключение мира с Францией. Для достижения этой цели Фокс не щадил никого и с ожесточением преследовал своих бывших политических друзей, лишая их должностей и почетных званий. Когда в 1763 году мир был подписан, Фокс получил титул барона Холланд из Фоксли. До 1765 года Фокс сохранил за собой должность казначея вооружённых сил, приносившую ему крупные доходы. Когда в 1769 году лондонский лорд-мэр представил петицию о назначении следствия над деятельностью Фокса как казначея вооруженных сил, король постарался замять это дело. С этих пор, однако, Фокс оставил политическое поприще.

Согласно ЭСБЕ:

Немногие из государственных людей Англии были так ненавидимы современниками, как Генри Фокс. Обладая живым умом, крупными ораторскими способностями и смелым, решительным характером, Ф. был совершенно лишен каких-либо нравственных устоев: главной целью его жизни были нажива и наслаждения, политика являлась лишь одним из средств, к которым Фокс прибегал с полной неразборчивостью и беззастенчивостью. Прекрасная характеристика Фокса сделана Маколеем в его «Essay» о Питте Старшем.